# Col de Sessera
Le col de Sessera (Bocchetto di Sessera ou simplement Bocchetto Sessera en italien) est un col alpin des Alpes pennines situé dans la province de Biella et reliant le Biellois central, et en particulier la vallée de la Strona di Mosso, et la vallée de la Sessera.

## Géographie

### Accès
Le col se rejoint en voiture depuis Trivero ou depuis la vallée Cervo en passant par l'ancienne route panoramique 232 Zegna, devenue route régionale 232 panoramique Zegna (SR 232) et enfin route provinciale 232 panoramique Zegna (SP 232). Depuis le col partent diverses pistes déblayées qui se rejoignent dans la vallée de la Sessera. La plus longue de ces pistes débouche sur le col de la Boscarola. Par le biais d'un sentier, on peut rejoindre le col depuis Pratetto de Tavigliano et depuis le bourg Cerale de Camandona, passant par le sanctuaire de Mazzucco. Le col s'ouvre entre le mont Marca (1 558 mètres) et le Monticchio (1 697 mètres).

### Géologique
Le col de Sessera présente un vif intérêt géologique étant donné sa position sur la ligne insubrienne, une importante ligne de discontinuité dans la croûte terrestre séparant géologiquement la chaîne principale des Alpes des Alpes orientales méridionales.

### Hydrographie
Légèrement au sud du col se trouvent les sources du torrent Strona di Mosso.

## Histoire

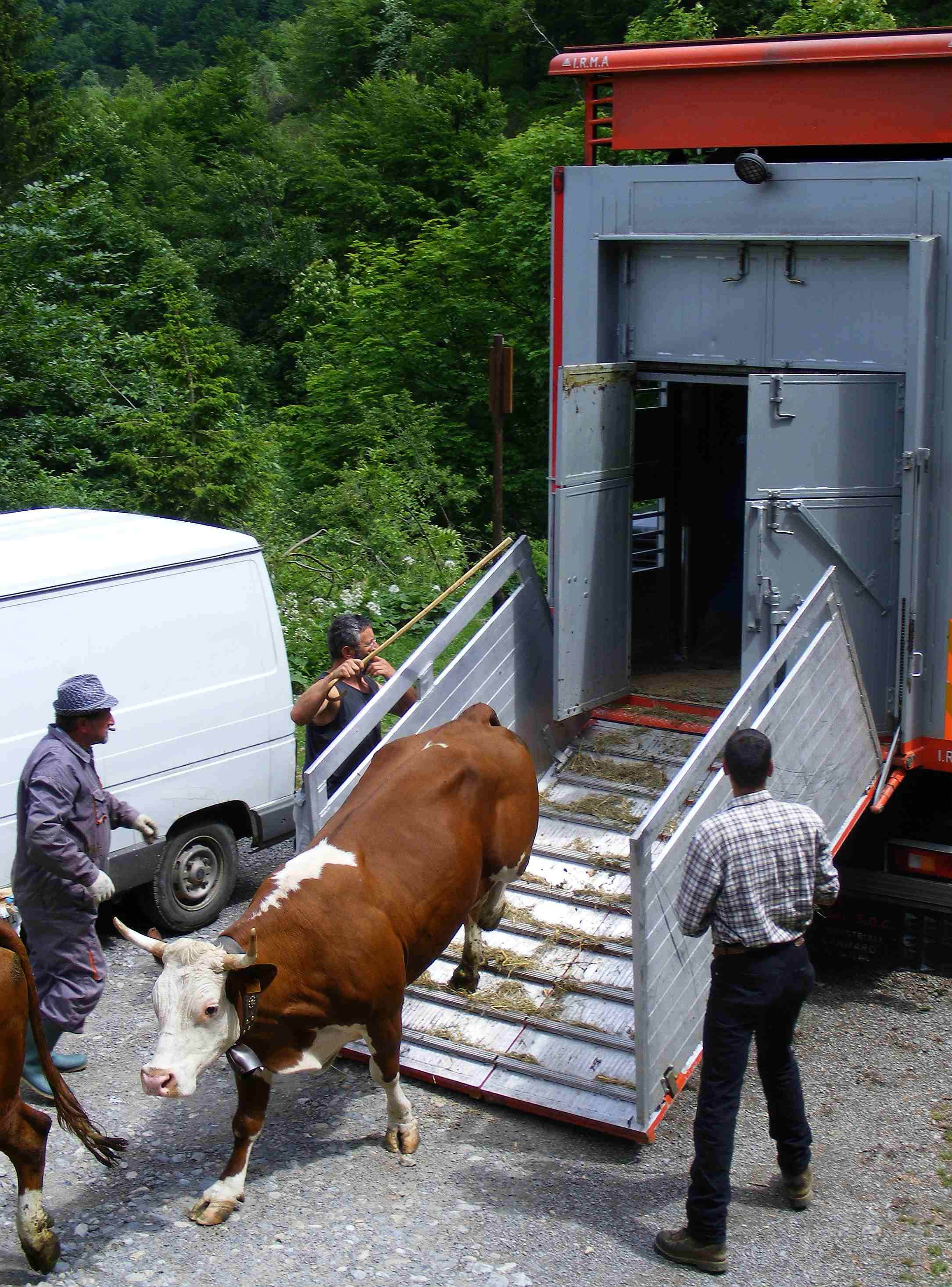
Le col de Sessera est l'un des passages obligés pour la transhumance entre le Biellois central et la haute Valsessera.

Le lieu dolcinien (mont Rubello, près de la commune de Trivero), par le biais du col de Sessera, passe la route (seulement en partie utilisée) que les éleveurs biellois parcouraient durant la transhumance annuelle vers les pâturages de la haute vallée de la Sessera.
La zone a aussi été un important lieu durant la Résistance, en particulier les alentours du col où opérèrent durant l'hiver 1944 les partisans de la Bandiera, une brigade garibaldine qui prit le nom des frères Bandiera, patriotes italiens.

## Activités

### Activités sportives

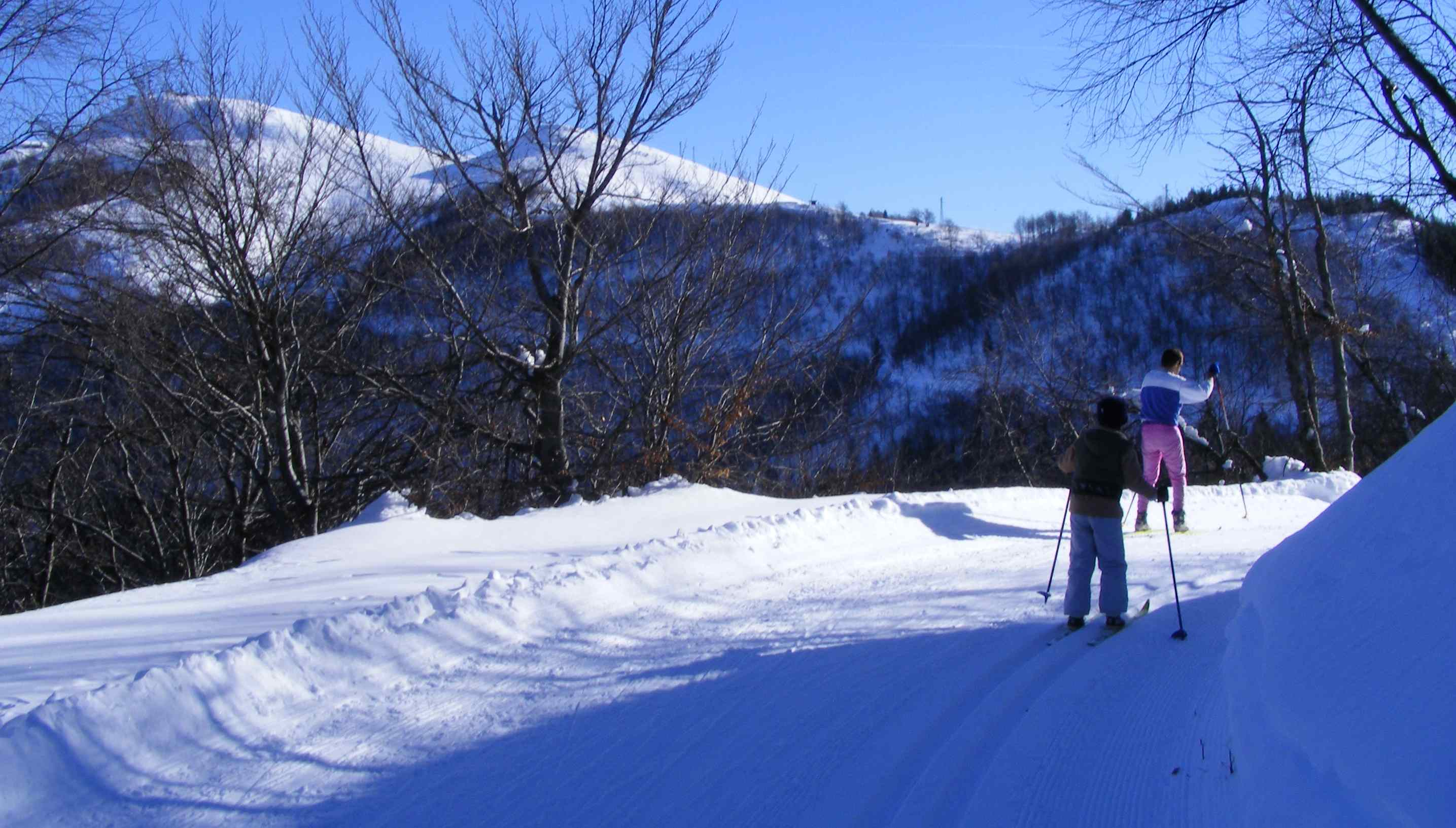
L'une des pistes de ski de fond partant du col de Sessera.

Depuis le col de Sessera, on accède à un intéressant réseau de pistes de ski de fond qui se rejoignent sur le versant de la Valsessera avec exposition au nord. Au cours des hivers les plus neigeux, on peut également dépasser la Sessera et se diriger, sur la rive gauche de ce torrent, vers le col de la Boscarola et l'Alpe di Mera.
Parmi les nombreux parcours de randonnée pédestre proposés dans la zone, un des plus fréquentés est celui parcourant la crête Strona-Sessera vers l'ouest, montant avant tout au Monticchio puis à la Cime du Bonom pour se diriger enfin vers le mont Bo.
De nombreuses excursions en VTT restent aussi possible le long des pistes déblayées descendant dans la vallée de la Sessera.

### Restauration
On trouve au col de Sessera le bar-restaurant Bocchetto di Sessera, du nom du col en langue italienne.

### Protection environnementale
Tout près du col de Sessera est localisé l'unique lieu d'origine certainement naturel d'un rarissime endémisme animal, celui du coléoptère du genre Carabus Olympiae Sella. C'est en partie pour cela que la zone a été incluse dans le parc naturel d'Oasi Zegna, né en 1993 pour surveiller et valoriser l'aire montagneuse comprise entre Trivero et le mont Bo.

## Sources
- (it) Cet article est partiellement ou en totalité issu de l’article de Wikipédia en italien intitulé « Bocchetto di Sessera » (voir la liste des auteurs).